# Wright R-1820
Der Wright R-1820 Cyclone war ein luftgekühlter 9-Zylinder-Sternmotor des US-amerikanischen Herstellers Curtiss-Wright. Die Bezeichnung R-1820 bedeutet Radial engine (Sternmotor) - Hubraum 1820 Kubikzoll, was knapp 30 Litern entspricht. Der aufgeladene Ottomotor war eine Weiterentwicklung des 1925 vorgestellten Wright P-2.
Die Produktion des R-1820 begann 1931 und dauerte bis in die 1950er-Jahre an. Der Motor wurde auch bei Lycoming, Pratt & Whitney Canada und während des Zweiten Weltkrieges bei Studebaker gefertigt. Die Gesamtzahl der gebauten Motoren ist unbekannt.
Es wurden mehrere Serien des R-1820 gefertigt, die meisten mit Luftschraubengetriebe. Die einzelnen Serien waren durch angehängte Buchstaben und Zahlen zu unterscheiden. Die Leistungsausbeute stieg dabei von anfänglich 574 PS auf maximal 1577 PS (mit 100/130-Oktan-Flugbenzin). Voraussetzung für diese Leistungssteigerung waren Fortschritte in der Schmiede- und Fertigungstechnik. So wurde es möglich, Zylinder und Zylinderköpfe mit einer wesentlich größeren Kühlfläche herzustellen. Außerdem halfen höher belastbare Werkstoffe sowie Konstruktionsänderungen, die gestiegenen Belastungen im Dauerbetrieb zu ertragen.

## Beschreibung (R-1820 C9HC)
Die Zylinder wurden aus Edelstahl (Nitralloy)-Schmiedestücken gedreht. Die Laufflächen wurden nitriert. Zur Vergrößerung der Kühlfläche wurden außerdem Aluminiumsegmente in W-Form an diesen Zylindern befestigt. Angepasste Luftleitbleche sorgten für gute Umströmung. Die aus Aluminium geschmiedeten Zylinderköpfe wurden in einem Schraub/Schrumpfprozess auf den Zylindern befestigt. Der Brennraum im Zylinderkopf war halbkugelförmig ausgeführt. Er enthielt zwei Ventile, deren Sitze aus eingeschrumpften Bronzebuchsen bestanden. Kipphebel und Ventilfedern befanden sich unter einer gegossenen Abdeckung. Beide Ventile waren zur Masseverringerung hohlgebohrt, die Auslassventile zur besseren Kühlung mit Natrium gefüllt. Die Stoßstangen wurden in geschlossenen Schutzrohren geführt.
Die geschmiedeten Kolben bestanden aus einer Aluminium-Legierung. Jeder trug drei Kompressionsringe und drei Ölabstreifringe. Die Kolbenbolzen waren in Gleitlagern einseitig (fliegend) mit den Kolben verbunden.
Die Pleuel waren bearbeitete Gussstücke mit I-Querschnitt. Mit dem einteiligen Hauptpleuel waren acht Anlenkpleuel (Nebenpleuel) verbunden. Das Kurbelzapfenlager des Hauptpleuels hatte eine aufgedampfte Silberschicht. Alle Oberflächen waren ebenfalls durch Nitrieren gehärtet.
Die in Wälzlagern dreifach gelagerte Kurbelwelle ist aus zwei Stahlschmiedestücken zusammengepresst, um das ungeteilte Hauptpleuel aufnehmen zu können. Zur Vermeidung von Resonanzen ist sie im vorderen und hinteren Bereich mit Schwingungsdämpfern und mit Massenausgleichsgewichten versehen.
Das Kurbelgehäuse besteht aus insgesamt sechs Teilen: Vorderteil, vorderes Hauptteil, hinteres Hauptteil, vorderes Ladergehäuse, hinteres Ladergehäuse und Ladergehäuseabdeckung. Die Hauptteile sind aus Stahl gefertigt, während die anderen Komponenten aus einer Magnesiumlegierung hergestellt sind. Das Vorderteil beherbergt neben dem Luftschraubendrucklager und der Ansteuerung der Verstellluftschraube, soweit vorhanden, auch das Untersetzungsgetriebe. Es kann ein Drehmomentmesser eingebaut werden. Das Ladergehäuse enthält neben dem Radialkompressorgebläserad von 279 mm Durchmesser auch dessen Antrieb sowie die Abtriebe für die Anbaugeräte. Dazu gehören der Drehzahlmesserabgriff, die Ölpumpen- und Treibstoffpumpenanschlüsse, sowie Abtriebe für die beiden Zündmagnete, die Lichtmaschine und für zwei optionale Geräte. Auch der Anlasser ist dort angeflanscht, ebenso der Stromberg-Fallstromvergaser PD12K10 mit automatischer Gemischregelung, Beschleunigungspumpe und Beheizung.
Der Motor wird durch eine Trockensumpfschmierung mit Öl versorgt. Die Druckpumpe und eine Rückförderpumpe befinden sich gemeinsam im Ladergehäuse. Eine zweite Rückförderpumpe ist im vorderen Motorteil untergebracht. Die Wälzlager werden durch Ölnebel geschmiert. Der Motorölkreislauf wird auch zur Propellerverstellung verwendet.

## Ausgerüstete Flugzeuge (Auswahl)
Der Motor wurde in eine Reihe von Flugzeugen eingebaut. Die bekanntesten davon dürften die Boeing B-17 und die Douglas DC-3 gewesen sein.
- Boeing B-17 Flying Fortress
- Brewster F2A Buffalo
- Columbia XJL-1
- Consolidated P2Y
- Curtiss SC Seahawk
- Douglas A-33
- Douglas DC-2
- Douglas DC-3
- Douglas SBD Dauntless
- Douglas B-18 Bolo
- Lockheed C-60 Lodestar
- Vertol CH-21 Workhorse
- Great Lakes TG-2
- Grumman FF
- Grumman F3F
- Grumman FM-2 Wildcat
- Grumman HU-16 Albatross
- Grumman J2F Duck
- Grumman S2F/S-2 Tracker
- Grumman WF/E-1 Tracer
- Grumman TF/C-1 Trader
- Martin B-10
- North American P-64
- North American T-28 Trojan
- Northrop YC-125 Raider
- Sikorsky H-34 Choctaw
- ZPG-3W (4 Luftschiffe der US-Marine)

Auch die für die Niederlande gebauten sowie die anschließend dort in Lizenz gefertigten Dornier Do 24 hatten zwei verschiedene Ausführungen des Motors eingebaut.

## Lizenzfertigung in der UdSSR
Die UdSSR erhielt eine Fertigungslizenz. Die dort gebauten Motoren auf Basis des SGR-1820-F3 erhielten die Bezeichnung Schwezow M-25. Die ersten Motoren verließen im Oktober 1934 die Fertigung und leisteten 700 PS. Weitere Versionen waren die Ausführung M-25A (71 PS), M-25W (750 PS) und M-25E (750 PS). Eine eigenständige Weiterentwicklung auf Basis dieses Motors stellte der Schwezow ASch-62 dar.
Eingesetzt wurde der M-25 bei
- Berijew KOR-1
- Grigorowitsch DG-52
- Kotscherigin DI-6
- Neman R-10
- Polikarpow I-16
- Tupolew I-14

## Technische Daten (R-1820-C9HC)
- Zylinder: 9, luftgekühlt
- Ventile: 2 pro Zylinder, OHV, Auslass natriumgekühlt
- Bohrung: 155,6 mm
- Hub: 174 mm
- Hubraum: 29,88 l
- Länge: 1200 mm
- Durchmesser: 1400 mm
- Gewicht: 605 kg
- Lader: ein einstufiger mechanischer Lader an der Kurbelwelle (Übersetzung: 7,134:1 und 10,04)
- Vergaser: zwei Stromberg PD12K10
- Schmierung: Trockensumpfschmierung
- Leistung: 1.350 PS (993 kW) bei 2700/min Startleistung, 1.013 PS (745 kW) bei 2600/min in 5330 m
- Verdichtung: 6,55:1
- Luftschraubenuntersetzung: 0,5265:1 oder 0,666:1